# Giovanni Bramucci
Giovanni Bramucci   (Civitavecchia, 15 de novembre de 1946 - Civitavecchia, 26 de setembre de 2019) va ser un ciclista italià, que fou professional entre 1969 i 1971.
Com a ciclista amateur va prendre part en els Jocs Olímpics de Mèxic de 1968 en què va guanyar la medalla de bronze en la contrarellotge per equips, formant equip amb Pierfranco Vianelli, Vittorio Marcelli i Mauro Simonetti. En la cursa individual fou vuitè.
Com a professional no compta amb cap victòria en el seu palmarès.